# Роздольний сільський округ
Роздо́льний сільський округ (каз. Раздольный ауылдық округі, рос. Раздольный сельский округ) — адміністративна одиниця у складі Наурзумського району Костанайської області Казахстану. Адміністративний центр та єдиний населений пункт — село Роздольне.
Населення — 681 особа (2021; 1175 у 2009, 1544 у 1999, 2018 у 1989).
Станом на 1989 рік існувала Роздольна сільська рада (село Роздольне), станом на 1999 рік — Роздольненська сільська адміністрація, станом на 2009 рік — Роздольний сільський округ.